# Alina Somova
Pour les articles homonymes, voir Somova.
Alina Somova (en russe Алина Сомова) est une ballerine russe, née à Leningrad le 22 octobre 1985. Elle est actuellement danseuse étoile au Théâtre Mariinsky.

## Biographie
Issue d'une famille absolument étrangère à la danse, Alina Somova est diplômée de l'Académie de ballet Vaganova en 2003, date à laquelle elle rejoint le corps de ballet du Théâtre Mariinsky ; elle est d'ailleurs l'un des sujets principaux du film Ballerina de Bertrand Normand, aux côtés de Diana Vichneva, Evguenia Obraztsova, Svetlana Zakharova et Ouliana Lopatkina, qui la suit lors de sa dernière année de scolarité (alors qu'elle interprète le personnage de Paquita dans le spectacle de fin d'études) et de ses rapides débuts dans la compagnie (elle dansera le rôle principal du Lac des cygnes dès l'année suivante, à l'âge de 18 ans).
Son ascension au sein de la troupe du Théâtre Mariinsky sera fulgurante, puisqu'elle est nommée « principal » dès novembre 2008 (alors qu'elle avait été promue première soliste, dernier grade avant la consécration, seulement huit mois auparavant). Bien avant cela, elle a acquis une renommée internationale en dansant dans divers ballets à travers le monde : le Théâtre Mariinsky la distribue abondamment lors des tournées mondiales mais beaucoup moins à Saint-Pétersbourg, alimentant ainsi la rumeur comme quoi Alina Somova serait plus appréciée par les critiques étrangers que par le public russe lui-même. La danseuse est en effet une personnalité controversée, et aussi nombreux sont ses admirateurs que ses détracteurs (débat poursuivi jusque dans la presse). Ces derniers s'inquiètent de sa minceur parfois extrême et lui reprochent une danse excessive, avec des extensions sans cesse renouvelées et un sens artistique peu développé cédant selon eux trop souvent au spectaculaire, alors que ses adeptes exaltent la qualité de ses ports de bras comme sa technique brillante et superlative - certains allant jusqu'à la comparer à Sylvie Guillem.
Il est toutefois reconnu qu'Alina Somova trouve un éclat particulier dans les ballets plus contemporains, notamment dans le répertoire balanchinien (Joyaux, Tchaïkovsky, Pas de deux, Les Quatre Tempéraments...) qu'elle interprète régulièrement lors de galas, souvent en compagnie de Leonid Sarafanov, un de ses partenaires privilégiés. Danseuse à l'aura internationale, elle est invitée par le Tokyo National Ballet pour interpréter le rôle principal de Casse-noisette, et par le Wiener Staatsoper pour danser son rôle fétiche d'Odette / Odile.
Alina Somova a eu une relation avec le patineur Aleksey Yagudin.

## Répertoire
- Giselle : Mona
- Le Corsaire : Medora
- La Bayadère : Nikiya, une Ombre
- La Belle au bois dormant : Aurore, Princesse Florine, la Fée Candide
- Le Lac des cygnes : Odette / Odile
- Don Quichotte : Kitri, la Reine des Dryades
- Joyaux : Diamants
- Roméo et Juliette : Juliette
- Casse-noisette : Marie

## Filmographie
- Le Lac des cygnes, avec Ouliana Lopatkina, Danila Korsuntev, Evguenia Obraztsova et les danseurs du Théâtre Mariinsky
- Don Quichotte, avec Olesia Novikova, Leonid Sarafanov, Evguenia Obraztsova et les danseurs du Théâtre Mariinsky
- Hommage à Marius Petipa, avec Viktoria Terechkina, Leonid Sarafanov, Danila Korsuntev et les danseurs du Théâtre Mariinsky